# Hoher Kasten (Glocknergruppe)
Der Hohe Kasten ist ein 3189 m ü. A. hoher Berggipfel der Glocknergruppe an der Grenze von Osttirol zu Salzburg. Er wurde erstmals am 29. Juni 1908 von O. Lang bestiegen, die erste Überschreitung zur Ödenwinkelwand nahmen E. Friedl, R. Gerin und O. Pitschmann am 7. August 1911 vor.

## Lage
Der Hohe Kasten liegt im Tauernhauptkamm im Westen der Glocknergruppe in der Kernzone des Nationalparks Hohe Tauern. Der Berggipfel liegt an der Grenze zwischen den Gemeinden Kals am Großglockner (Osttirol) im Süden bzw. Uttendorf (Land Salzburg) im Norden. Beim Hohen Kastengrat handelt es sich um einen Doppelgipfel am höchsten Punkt des Kastengrats, dem Südgrat des Hohen Kasten. Der Ostgipfel stellt dabei den Hauptgipfel dar, der Westgipfel ist mit 3180 m ü. A. nur wenig niedriger. Der Kastengrat trennt das Hintere Kastenkees im Nordwesten vom Vorderen Kastenkees im Südosten. Nördlich des Hohen Kastens liegt zudem das Ödenwinkelkees. Am Kastengrat liegen neben dem Hohen Kasten im Norden der Obere Kasten (2898 m ü. A.) sowie der Untere Kasten (3025 m ü. A.) im Süden. Westlich des Westgipfels des Hohen Kastens befindet sich der Kastenturm (2917 m ü. A.), östlich des Hauptgipfels liegt getrennt durch die Kastenscharte (23160 m ü. A.) die Kastengratwand (3220 m ü. A.) sowie die Ödenwinkelwand (3325 m ü. A.). Nächstgelegenes Tal ist im Südwesten das Kalser Dorfertal.

## Aufstiegsmöglichkeiten
Der Normalweg auf den Hohen Kasten nimmt seinen Ausgang am Kalser Tauern, von dem man mittels langer Hangquerung der Malefusleiten südwestlich ins Blockkar vor dem Südwestgrat des Hohen Kastens einsteigt. Der weitere Aufstieg erfolgt über den Hinteren Kastenkees bis zum ebenen Terrassensattel des Südwestgrats und danach über den Südwestgrat (III).